# Johan Hegermann-Lindencrone
 Ikke at forveksle med Johan Hendrik Hegermann-Lindencrone.
Johan Henrik Hegermann-Lindencrone (21. juli 1838 på Jægersborg Kaserne – 8. december 1918 i København) var en dansk diplomat, bror til Fritz Hegermann-Lindencrone.
Han var søn af generalløjtnant Cai Hegermann-Lindencrone, blev student fra Herlufsholm 1856 og tog statsvidenskabelig eksamen i 1862, hvorefter han samme år blev ansat som volontær i Udenrigsministeriet; her avancerede han året efter til kancellist, men blev, da han var yngst embedsmand, på grund af reduktionen efter krigen entlediget med ventepenge i 1866, dog således, at han vedblev at gøre tjeneste i ministeriet som surnumerær kancellist. I efteråret 1867 ledsagede han prins Hans af Glücksborg til Grækenland, hvor prinsen en kortere tid var regent, og efter hjemkomsten blev han udnævnt til legationssekretær, i hvilken egenskab han først ansattes i Stockholm og derpå i Sankt Petersborg. I 1872 blev han udnævnt til Danmarks repræsentant i Washington D.C., først med titel af chargé d'affaires og generalkonsul, senere som ministerresident. Efter at have beklædt dette embede i 8 år blev Hegermann-Lindencrone i 1880 udnævnt til kgl. gesandt i Rom, en stilling, han 10 år efter ombyttede med den langt vigtigere post som gesandt i Stockholm. 1897 blev han gesandt i Paris og i årene 1902-12 gesandt i Berlin.
Han blev kammerjunker 1866, kammerherre 1874, gehejmekonferensråd 1912, Ridder af Dannebrog 1867, Dannebrogsmand 1878, Kommandør af Dannebrog af 2. grad 1882 og af 1. grad 1890, modtog Storkorset 1900 og Storkorset i diamanter 1907.
21. oktober 1875 ægtede han i Cambridge, Massachusetts Anna Lillie Moulton, f. Greenough (18. juni 1844 i nævnte by – 17. marts 1928 i København), datter af William Greenough og Harriet Howard Fay (død 1885).
Han er begravet på Garnisons Kirkegård.
Der findes et portrætmaleri af C.M. Ross fra 1880'erne.